# راک ایسلند (واشینگتن)
راک ایسلند (به انگلیسی: Rock Island) شهری در شهرستان داگلاس، ایالت واشنگتن است که در سرشماری سال ۲۰۱۰ میلادی، ۷۸۸ نفر جمعیت داشته است. 